# Dinelytron agrion
Dinelytron agrion är en insektsart som beskrevs av John Obadiah Westwood 1859. Dinelytron agrion ingår i släktet Dinelytron och familjen Prisopodidae. Inga underarter finns listade i Catalogue of Life.